# Pengzhou
Pengzhou (彭州市S, PéngzhōuP) è una città-contea della Cina, situata nella provincia di Sichuan e amministrata dalla città sub-provinciale di Chengdu.